# هیولای تابستان
هیولای تابستان (به انگلیسی: Monster Summer) یک فیلم فانتزی، ماجراجویانه و ترسناک آمریکایی محصول سال ۲۰۲۴ به کارگردانی دیوید هنری بر اساس فیلمنامه‌ای از کورنلیوس اولیانو و برایان شولز با بازی مل گیبسون، میسون تیمز و لورین براکو است. فیلم دربارهٔ پسر جوانی است که شک دارد یک موجود فراطبیعی در حال تعقیب کودکان است، او از یک کارآگاه قدیمی کمک می‌گیرد.

## داستان
هنگامی که یک نیروی مرموز شروع به خراب کردن تابستان بچه‌ها می‌کند، نوآ و دوستانش با یک کارآگاه بازنشسته (با بازی مل گیبسون) همکاری می‌کنند و برای نجات شهر خود وارد یک ماجراجویی هیجان‌انگیز و خطرناک می‌شوند اما…

## ساخت
از ژوئن ۲۰۲۲ فیلم در مرحله پس از تولید قرار گرفت.
در می ۲۰۲۴، ورایتی گزارش داد که عنوان فیلم از پسران تابستان (انگلیسی: Boys of Summer) به هیولای تابستان (انگلیسی: Monster Summer) تغییر کرده است.

## بازخوردها
- در وب‌سایت جمع‌آوری نقد راتن تومیتوز بر اساس رای ۲۲ نقد منتقد، با میانگین امتیاز ۵٫۹ از ۱۰ مثبت است.
- در متاکریتیک که از میانگین وزنی استفاده می‌کند، بر اساس رای ۴ منتقد، امتیاز ۵۳ از ۱۰۰ را به فیلم اختصاص داد که نشان دهنده نقدهای «مختلط یا متوسط» است.
- در سایت نظر سنجی مردمی بانک اطلاعات اینترنتی فیلم‌ها بر اساس رای ۱۹۰۰ کاربر (تا ۲۷ نوامبر ۲۰۲۴) این فیلم دارای نمره ۵٫۷ از ۱۰ می‌باشد.